# Wim Caeyers
Wim Caeyers (1979) is een Belgisch politicus voor CD&V. Hij is jurist van opleiding en afkomstig uit het Molse gehucht Achterbos. Na de gemeenteraadsverkiezingen van 14 oktober 2018 werd hij burgemeester van Mol in opvolging van Paul Rotthier.

## Levensloop

### Jeugd
Wim doorliep zijn middelbare school aan het Sint-Jan Berchmanscollege in Mol, waar hij in 1997 een diploma Latijn-Wetenschappen behaalde. In 2002 behaalde hij het diploma Rechten aan de KU Leuven en werd later advocaat.

### Professionele carrière
Als 21-jarige werd hij in 2000 verkozen in de gemeenteraad van Mol. Hij werd jongerenvoorzitter bij de lokale CD&V afdeling. Na de gemeenteraadsverkiezingen van 2006 werd hij aangesteld tot OCMW voorzitter en stopte als advocaat. In 2013 startte hij een tweede termijn als OCMW Voorzitter en Schepen voor Burgerlijke stand - bevolking en Senioren. Na de gemeenteraadsverkiezingen van 2018 werd hij aangesteld als burgemeester met volgende bevoegdheden:
- Burgerlijke stand
- Dienstverlening en communicatie
- Erediensten
- Patrimonium
- Personeel
- Seniorenzorg
- Veiligheid (politie, brandweer, noodplanning, nucleaire zaken)

Buiten zijn job als burgemeester is hij ook gastdocent sociaal recht aan de Thomas More hogeschool in Geel, waar hij een halve dag per week lesgeeft.